# Omorgus amitinus
Omorgus amitinus is een keversoort uit de familie beenderknagers (Trogidae). De wetenschappelijke naam van de soort is voor het eerst geldig gepubliceerd in 1904 door Kolbe.